# 尊円流
尊円流（そんえんりゅう）は、尊円法親王が興した書の流派（書流）である。青蓮院流（しょうれんいんりゅう）、御家流（おいえりゅう）、粟田流（あわたりゅう）とも呼ばれる。

## 特徴
後述のように派生流派が多く、隆盛を極めている流派であるが、とくに傑出した能書家はおらず（一休宗純が茶道用の掛物として当流を使用しているのがわずかに目立つのみとされる）、もっぱら実用書体として用いられた。
すなわち、武家の公式文書は多く御家流草書で書かれたため、次第に全国のあらゆる階層に普及した。江戸時代には教育熱の高まりとともに、寺子屋などで庶民が学ぶ往来物などの教科書でも御家流の書が用いられていたことから爆発的に普及し、明治時代に活字文化が普及するまでは日本の標準書体であった。そのため、江戸時代以前の古文書を読むには、御家流を学ぶことが必須となっている。

## 琉球王国への伝播
尊円流は、16世紀初期には琉球王国に伝わったと見られ、この頃から仮名書きのすぐれた碑文が多く見られる。16世紀後半には城間盛久（尊円城間）が琉球の尊円流を大成した。

## 命名の由来
- 尊円流の名の由来は、尊円法親王が世尊寺流から分化発展させ、創始したため。
- 青蓮院流の名の由来は、尊円法親王が、青蓮院門跡であったため。
- 御家流の名の由来は、尊円法親王の父・伏見天皇が、この書流を見て「今後、汝が家の流儀とせよ」と言ったため。
- 粟田流の名の由来は、青蓮院が粟田口に所在していたため（なお、当流の名称に限らず、青蓮院に縁のある事物は粟田の名を冠するものが多い（粟田焼など））。

## 関係諸書流

### 親系統
- 世尊寺流　始祖藤原行成

### 子系統
- 尊朝流　始祖尊朝法親王
- 三条流　始祖三条西実隆
- 宗鑑流　始祖山崎宗鑑
- 伝内流　始祖建部伝内
- 近衛流　始祖近衛稙家
- 素眼流　始祖金蓮寺の僧素眼
- 有栖川流　始祖霊元天皇

他に、勅筆流などあり。